# Jules de Polignac (1746–1817)
Armand Jules François de Polignac, född den 7 juni 1746 i Claye-Souilly, död den 21 september 1817 i Sankt Petersburg, var en fransk ädling, brorsons son till Melchior de Polignac, far till Armand och Jules de Polignac.
Polignac vann framgång och ryktbarhet genom sin gemåls inflytande. Han gifte sig nämligen 1767 med Yolande de Polastron, som blev Marie-Antoinettes favorit. Familjen Polignac överhopades med gåvor, förläningar, pensioner, ämbeten och gunstbevis. Mannen upphöjdes 1780 till hertig. 
Genom sin egennytta, högfärd och hårdhet ådrog sig hertigparet folkets hat och ansåg därför klokast att redan i juli 1789, kort efter Bastiljens fall, emigrera från Frankrike, lämnande den kungliga familjen i sticket. Det oaktat utnämnde Ludvig XVIII honom till pär av Frankrike, men utnämningen kom honom till handa först dagen före hans död. Hertiginnan de Polignac avled i Wien 1793. Hennes gemål begav sig sedermera till Ryssland.